# František Dvořák
 František Dvořák (1921 ) es un botánico, y profesor checo .
Fue profesor de botánica en la Universidad Carolina (Karlově Univerzitě).

## Eponimia
- (Poaceae) Stipa dvorakii (Martinovský & Moraldo) Landolt[1]

## Obra
- františek Dvořák, božena Dadákova. 1976. Cytotaxonomic Studies of Some Species of Southern Moravia Flora. Issue 3. Ilustró Božena Dadákova. Ed. Universita J. E. Purkyně, 107 pp.